# 152-й меридіан східної довготи
152-й меридіан східної довготи — лінія довготи, що лежить на 152 градуси східніше Гринвіцького меридіана. Вона проходить від Північного полюса через Північний Льодовитий океан, Азію, Тихий океан, Австралазію, Південний океан та Антарктиду до Південного полюса.
152-й меридіан східної довготи формує велике коло разом із 28-мим меридіаном західної довготи.

## Список географічних об'єктів, що перетинає 152° сх. д.
Починаючи на Північному полюсі та рухаючись до Південного полюса, 152-й меридіан східної довготи проходить через:
| Координати                                                   | Країна, територія або море   | Примітки |
| ------------------------------------------------------------ | ---------------------------- | --- |
| 90°0′ пн. ш. 152°0′ сх. д. / 90.000° пн. ш. 152.000° сх. д.  | Північний Льодовитий океан   | |
| 76°53′ пн. ш. 152°0′ сх. д. / 76.883° пн. ш. 152.000° сх. д. | Східносибірське море         | |
| 71°4′ пн. ш. 152°0′ сх. д. / 71.067° пн. ш. 152.000° сх. д.  | Росія                        | |
| 58°53′ пн. ш. 152°0′ сх. д. / 58.883° пн. ш. 152.000° сх. д. | Охотське море                | |
| 46°58′ пн. ш. 152°0′ сх. д. / 46.967° пн. ш. 152.000° сх. д. | Росія                        | Проходить через острів Сімушир[en], Курильські острови                                                                 |
| 46°53′ пн. ш. 152°0′ сх. д. / 46.883° пн. ш. 152.000° сх. д. | Тихий океан                  | |
| 7°25′ пн. ш. 152°0′ сх. д. / 7.417° пн. ш. 152.000° сх. д.   | Федеративні Штати Мікронезії | Проходить через атол Чуук                                                                                              |
| 7°13′ пн. ш. 152°0′ сх. д. / 7.217° пн. ш. 152.000° сх. д.   | Тихий океан                  | |
| 2°36′ пд. ш. 152°0′ сх. д. / 2.600° пд. ш. 152.000° сх. д.   | Папуа Нова Гвінея            | Проходить через острови Табар[en]                                                                                      |
| 2°58′ пд. ш. 152°0′ сх. д. / 2.967° пд. ш. 152.000° сх. д.   | Тихий океан                  | |
| 3°14′ пд. ш. 152°0′ сх. д. / 3.233° пд. ш. 152.000° сх. д.   | Папуа Нова Гвінея            | Проходить через Нову Ірландію                                                                                          |
| 3°26′ пд. ш. 152°0′ сх. д. / 3.433° пд. ш. 152.000° сх. д.   | Новогвінейське море          | |
| 4°11′ пд. ш. 152°0′ сх. д. / 4.183° пд. ш. 152.000° сх. д.   | Папуа Нова Гвінея            | Проходить через Нову Британію                                                                                          |
| 4°59′ пд. ш. 152°0′ сх. д. / 4.983° пд. ш. 152.000° сх. д.   | Соломонове море              | |
| 5°12′ пд. ш. 152°0′ сх. д. / 5.200° пд. ш. 152.000° сх. д.   | Папуа Нова Гвінея            | Проходить через Нову Британію                                                                                          |
| 5°28′ пд. ш. 152°0′ сх. д. / 5.467° пд. ш. 152.000° сх. д.   | Соломонове море              | Проходить через острови Маршалла Беннетта[en], Папуа Нова Гвінея Проходить через архіпелаг Луїзіада, Папуа Нова Гвінея |
| 11°16′ пд. ш. 152°0′ сх. д. / 11.267° пд. ш. 152.000° сх. д. | Коралове море                | Проходить через острови Коралового моря, Австралія                                                                     |
| 24°25′ пд. ш. 152°0′ сх. д. / 24.417° пд. ш. 152.000° сх. д. | Австралія                    | Квінсленд Новий Південний Уельс Квінсленд Новий Південний Уельс                                                        |
| 32°48′ пд. ш. 152°0′ сх. д. / 32.800° пд. ш. 152.000° сх. д. | Тихий океан                  | |
| 60°0′ пд. ш. 152°0′ сх. д. / 60.000° пд. ш. 152.000° сх. д.  | Південний океан              | |
| 68°29′ пд. ш. 152°0′ сх. д. / 68.483° пд. ш. 152.000° сх. д. | Антарктида                   | Проходить через Австралійську антарктичну територію (претендує Австралія)                                              |